# هيرب كول
هيرب كول (بالإنجليزية: Herb Kohl)‏ (07 فبراير 1935 – 27 ديسمبر 2023) هو رئيس ‏ ورائد أعمال وشخصية أعمال وسياسي أمريكي، ولد في 7 فبراير 1935 في ميلواكي في الولايات المتحدة. نشط حزبياً في الحزب الديمقراطي.

## مناصب
- في انتخابات مجلس الشيوخ في الولايات المتحدة 1988 [الإنجليزية]‏، انتخب عضو مجلس الشيوخ الأمريكي عن دائرة Wisconsin ‏ وقد انضم خلال فترته النيابية [الإنجليزية]‏ (3 يناير 1991 – 3 يناير 1993) للكتلة البرلمانية الحزب الديمقراطي.
- في انتخابات مجلس الشيوخ في الولايات المتحدة 1988 [الإنجليزية]‏، انتخب عضو مجلس الشيوخ الأمريكي عن دائرة Wisconsin ‏ وقد انضم خلال فترته النيابية [الإنجليزية]‏ (3 يناير 1993 – 3 يناير 1995) للكتلة البرلمانية الحزب الديمقراطي.
- في انتخابات مجلس الشيوخ في الولايات المتحدة 1994 [الإنجليزية]‏، انتخب عضو مجلس الشيوخ الأمريكي عن دائرة Wisconsin ‏ وقد انضم خلال فترته النيابية [الإنجليزية]‏ (4 يناير 1995 – 3 يناير 1997) للكتلة البرلمانية الحزب الديمقراطي.
- في انتخابات مجلس الشيوخ في الولايات المتحدة 1994 [الإنجليزية]‏، انتخب عضو مجلس الشيوخ الأمريكي عن دائرة Wisconsin ‏ وقد انضم خلال فترته النيابية [الإنجليزية]‏ (3 يناير 1997 – 3 يناير 1999) للكتلة البرلمانية الحزب الديمقراطي.
- في انتخابات مجلس الشيوخ في الولايات المتحدة 1994 [الإنجليزية]‏، انتخب عضو مجلس الشيوخ الأمريكي عن دائرة Wisconsin ‏ وقد انضم خلال فترته النيابية (3 يناير 1999 – 3 يناير 2001) للكتلة البرلمانية الحزب الديمقراطي.
- في انتخابات مجلس الشيوخ في الولايات المتحدة 2000 [الإنجليزية]‏، انتخب عضو مجلس الشيوخ الأمريكي عن دائرة Wisconsin ‏ وقد انضم خلال فترته النيابية [الإنجليزية]‏ (3 يناير 2001 – 3 يناير 2003) للكتلة البرلمانية الحزب الديمقراطي.
- في انتخابات مجلس الشيوخ في الولايات المتحدة 2000 [الإنجليزية]‏، انتخب عضو مجلس الشيوخ الأمريكي عن دائرة Wisconsin ‏ وقد انضم خلال فترته النيابية [الإنجليزية]‏ (3 يناير 2003 – 3 يناير 2005) للكتلة البرلمانية الحزب الديمقراطي.
- في انتخابات مجلس الشيوخ في الولايات المتحدة 2000 [الإنجليزية]‏، انتخب عضو مجلس الشيوخ الأمريكي عن دائرة Wisconsin ‏ وقد انضم خلال فترته النيابية [الإنجليزية]‏ (3 يناير 2005 – 3 يناير 2007) للكتلة البرلمانية الحزب الديمقراطي.
- في انتخابات مجلس الشيوخ في الولايات المتحدة 2006 [الإنجليزية]‏، انتخب عضو مجلس الشيوخ الأمريكي عن دائرة Wisconsin ‏ وقد انضم خلال فترته النيابية [الإنجليزية]‏ (4 يناير 2007 – 3 يناير 2009) للكتلة البرلمانية الحزب الديمقراطي.
- في انتخابات مجلس الشيوخ في الولايات المتحدة 2006 [الإنجليزية]‏، انتخب عضو مجلس الشيوخ الأمريكي عن دائرة Wisconsin ‏ وقد انضم خلال فترته النيابية [الإنجليزية]‏ (3 يناير 2011 – 3 يناير 2013) للكتلة البرلمانية الحزب الديمقراطي.
- انتخب رئيس مجلس الإدارة (1975 – 1977).
- انتخب عضو مجلس الشيوخ الأمريكي عن دائرة ويسكونسن (3 يناير 1989 – 3 يناير 2013).

## وصلات خارجية
- هيرب كول على موقع إن إن دي بي (الإنجليزية)